# Storchenturm (Eisenach)

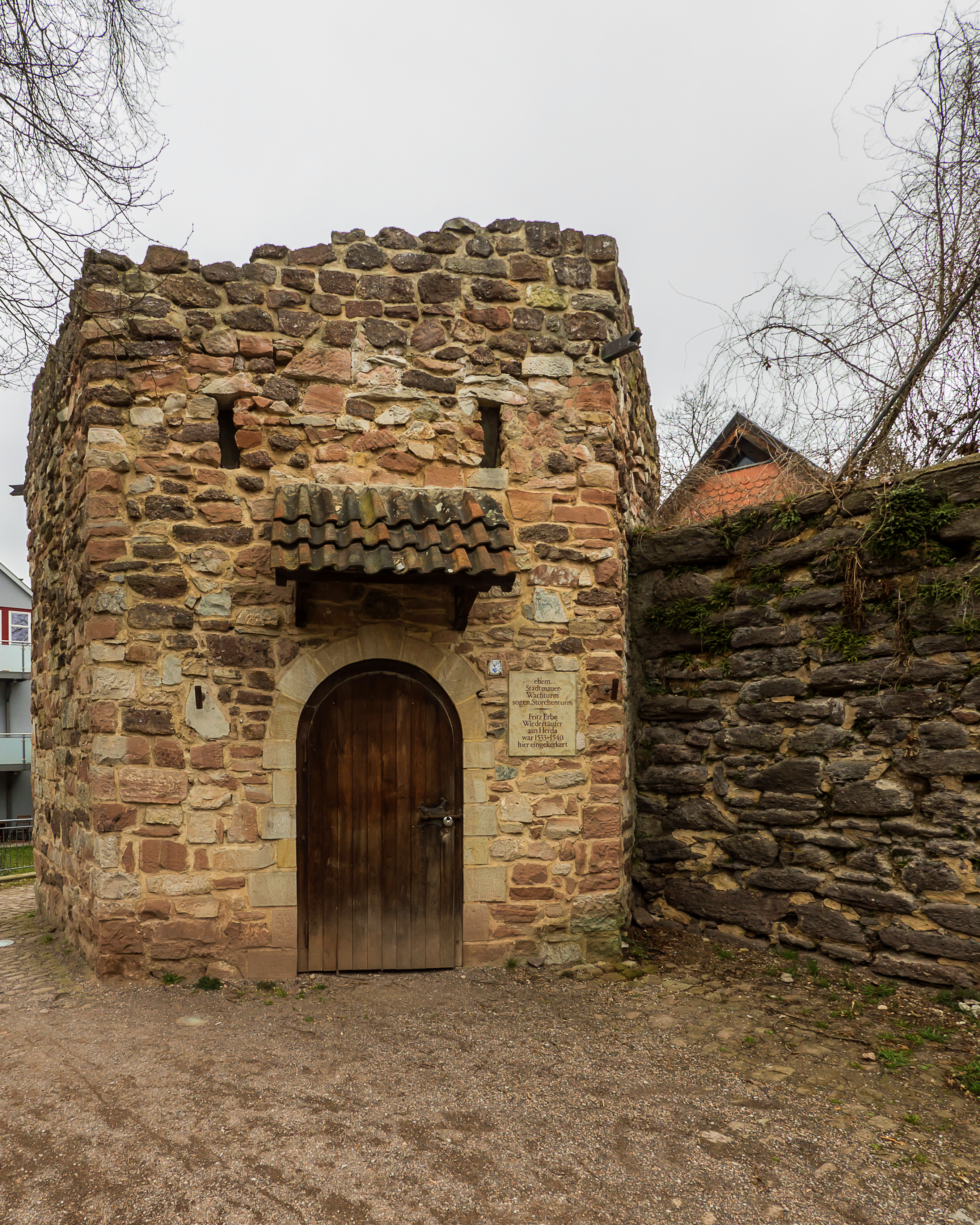
Der Storchenturm

Der Storchenturm ist ein mittelalterlicher Wehr- und Gefängnisturm am Rand der Altstadt von Eisenach in Thüringen. Er befindet sich im Westen der Eisenacher Altstadt am Rande des Alten Friedhofs.

## Geschichte
Ab dem zwölften Jahrhundert wurde die Eisenacher Stadtmauer errichtet und mit dieser um das Jahr 1200 der Storchenturm als Wachtturm. In den nachfolgenden Jahrhunderten diente der Turm auch als Gefängnis. Bekanntester Insasse des Gefängnisses war Fritz Erbe, ein Anhänger der Täuferbewegung, der hier von Januar 1533 bis 1540 einsaß, bis er auf die Wartburg verlegt wurde.
Mit Aufgabe der Eisenacher Stadtbefestigung verlor auch der Storchenturm seine Funktion, blieb aber als Ruine erhalten. 1982 wurde die Ruine gesichert und wiederaufgebaut, 1996 erfolgte eine nochmalige Sanierung. Eine Gedenktafel erinnert an das Schicksal Fritz Erbes.